# Hans faders brott
Hans faders brott är en svensk stumfilm från 1915 i regi av Fritz Magnussen. 

## Om filmen
Filmen premiärvisades 22 november 1915 på biograf Regina i Stockholm. Filmen spelades in vid Svenska Biografteatern på Lidingö av Hugo Edlund. 

## Roller i urval
- Richard Lund - Gunnar Hesla, godsägare och Tormod Hesla, hans far
- Thure Holm - Rudel, bruksägare
- Kirsten Lampe - Gudrun, hans dotter
- John Ekman - Sigurd Vikum, straffånge